# Dom cudów
Dom cudów – książka Justine Hardy, brytyjskiej pisarki zajmującej się tematyką Indii.  Książka w oryginale (w angielskim) została wydana w 2005 roku, w Polsce w 2007 (tłumaczenie – Katarzyna Ciążyńska). Pozycja została wydana przez Warszawskie Wydawnictwo Literackie MUZA SA, w formacie A5, zawiera 421 stron (w tym słowniczek). Jest to literacki debiut autorki dokumentalnych filmów  i kilku książek – reportaży o Indiach. Akcja książki rozgrywa się współcześnie w Kaszmirze, a pokazana historia miłosna dzieje się na tle bolesnych wydarzeń. Autorka opisuje tu m.in. brutalny trening przyszłych bojowników o wolny Kaszmir, w oczach armii indyjskiej uważanych za rebeliantów, współpracujących z wrogim Pakistanem, czy kaszmirską matkę daremnie poszukująca synów aresztowanych przez Indusów.

## Opis książki
Kaszmir. Rok 2000. Śrinagar i łodzie nad jeziorem Dal i  Nagin. Angielka Gracie, 80-letnia wdowa po pendżabskim arystokracie żyje na łodzi otoczona opieką dwóch Kaszmirek: niemej Suriyi i jej pięknej córki Lili. Zaprzyjaźniona z sąsiadem, muzułmaninem Masudem Abdullahem. Pewnego dnia ich życie zmieniają dwa wydarzenia. Bratanek Masuda, nastolatek Irfan odchodzi w góry zwerbowany przez bojowników o wolność Kaszmiru, a do madame Gracie, do jej domu na łodzi  przyjeżdża gość z Anglii, dziennikarz Hal, szukający odpowiedzi, jak żyją zwyczajni ludzie w cieniu wojny domowej według jednych, a indyjskiej okupacji Kaszmiru według innych.

## Cytaty
- W książce ironiczny hymn o szafranie jako symbolu jedności muzułmańsko-hinduskiej. Uprawiany i zbierany rękoma muzułmanów niedaleko Śrinagaru  jako tika barwi czoła kapłanów z hinduskich świątyń, a co więcej jako tika trafia na czoła członków Shiv Seny, i innych ekstremistów, którzy pragną tylko przegnać z Indii wszystkich muzułmanów. Z rąk muzułmanów na czoła hindusów, wielkie marzenie pandita Nehru urzeczywistniło się tylko za pośrednictwem tego kwiatu[1].